# پرزبان نوک‌آتشی
پرزبان نوک‌آتشی(نام علمی: Pteroglossus frantzii) نام یک گونه از سرده پرزبان است.